# Vita husets julgran

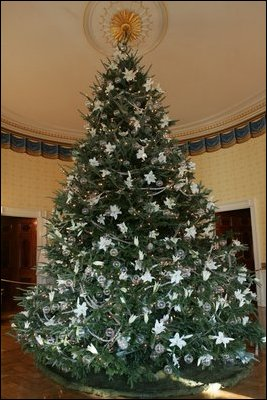
2005 års gran.

Vita husets julgran, även känd som blå rummets julgran, är den julgran som står i Blå rummet i Vita huset. Traditionen inleddes under 1800-talet, men exakt år varierar mellan olika källor.